# ベン・オルセン
ベン・オルセン（Benjamin Robert Olsen、1977年5月3日 - ）は、アメリカ合衆国の元サッカー選手。元アメリカ合衆国代表。ポジションはミッドフィールダー。

## 来歴
1998年にアメリカ代表デビュー。
2000年にはU-23代表としてシドニーオリンピックに出場、ベスト4となった。
その後、2005 CONCACAFゴールドカップでは優勝、2006 FIFAワールドカップにも出場した。2007年までに36試合に出場、6得点をあげた。

## 代表歴

### 出場大会
- アメリカ代表
  - 2006 FIFAワールドカップ

### 試合数
- 国際Aマッチ 36試合 6得点（1998年-2007年）[1]

| アメリカ代表 | 国際Aマッチ | 国際Aマッチ |
| 年           | 出場        | 得点        |
| ------------ | ----------- | ----------- |
| 1998         | 1           | 0           |
| 1999         | 7           | 2           |
| 2000         | 9           | 1           |
| 2001         | 1           | 0           |
| 2002         | 1           | 1           |
| 2003         | 2           | 0           |
| 2004         | 0           | 0           |
| 2005         | 5           | 0           |
| 2006         | 8           | 2           |
| 2007         | 2           | 0           |
| 通算         | 36          | 6           |